# گلون

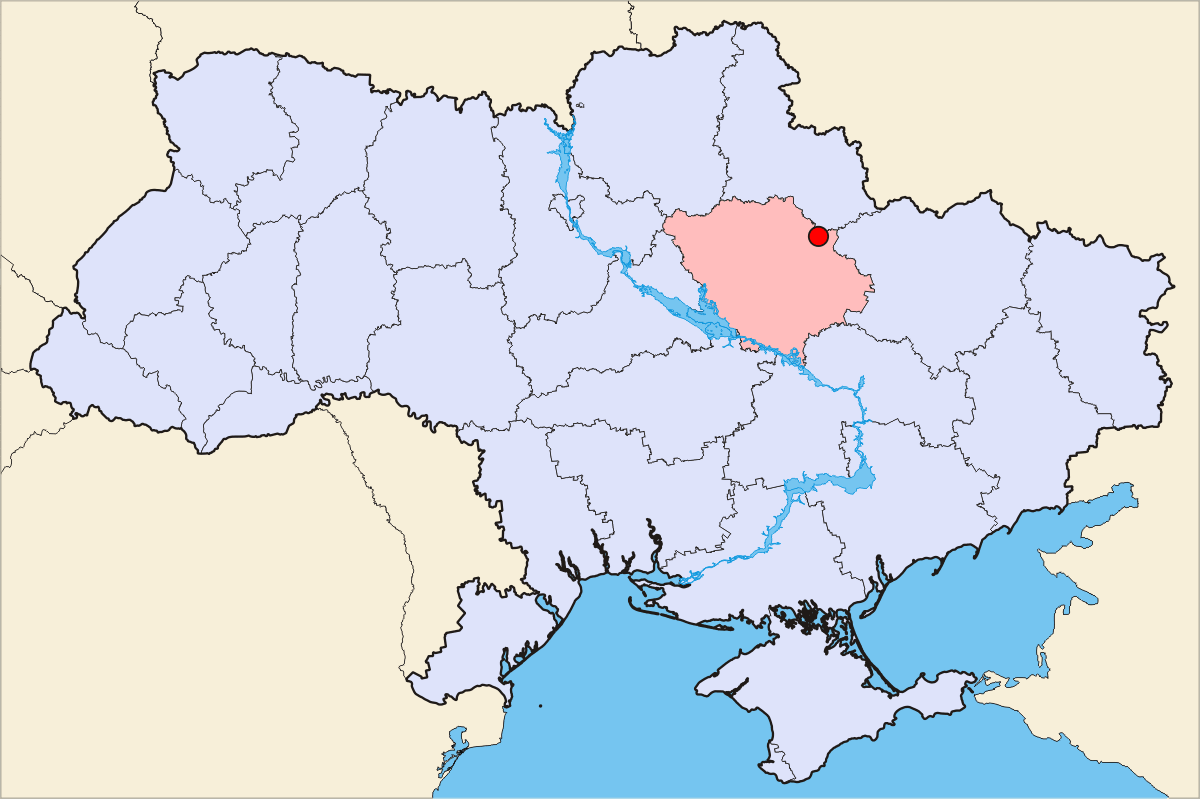
محل گلون در نقشه امروزی اکراین.

گِلون (اکراینی: Гелон، یونانی: گلونوس) پایتخت سکائستان بود.
محل باستانی گورود بیلسک (Більське городище) در نزدیکی روستای بیلسک اکراین محل شهر باستانی گلون است.
سکاها قومی ایرانی‌تبار بودند که در قدیم در بخش بزرگی از جنوب اکراین و روسیه می‌زیستند.
سپاه ایرانی داریوش بزرگ در سده ۵ پ.م. به محل گلون رسید.